# Арзюнакаси
Арзюнака́си (рос. Арзюнакасы, чув. Арунакасси) — присілок у складі Красноармійського району Чувашії, Росія. Входить до складу Чадукасинського сільського поселення.
Населення — 68 осіб (2010; 63 у 2002).
Національний склад:
- чуваші — 100 %